# The Beyoncé Experience: Live
The Beyoncé Experience: Live is een dvd van de Amerikaanse R&B-zangeres Beyoncé. De dvd verscheen in Amerika op 19 november 2007 en in Nederland op 16 november. Het livespektakel werd opgenomen op 2 september 2007 in de Amerikaanse stad Los Angeles tijdens haar wereldtournee. Op de dvd staan gastoptredens van de Amerikaanse rapper Jay-Z in het lied "Upgrade U" en van Kelly Rowland en Michelle Williams in het nummer "Survivor", waarmee zij in 2001 een hit hadden als Destiny's Child. 

## Muzieknummers
1. Intro (The Beyoncé Experience Fanfare)
2. "Crazy in Love (Crazy Mix)"
3. "Freakum Dress"
4. "Green Light"
5. "Baby Boy"/Reggae Medley
6. "Beautiful Liar"
7. "Naughty Girl"
8. "Me, Myself And I"
9. "Dangerously In Love (He Loves Me Mix)"
10. "Flaws and All"
11. Cops and Robbers Intro/DC Medley
12. "Independent Women Part I"
13. "Bootylicious"
14. "No No No Part 2"
15. "Bug a Boo (H-town Screwed Down Mix)"
16. "Bills, Bills, Bills"
17. "Cater 2 U"
18. "Say My Name"
19. "Jumpin' Jumpin'"
20. "Soldier (Soulja Boy Crank Mix)"
21. "Survivor" (Destiny's Child Reunion)
22. "Speechless"
23. "Ring the Alarm" Intro Skit (Jailhouse Confessions)
24. "Ring the Alarm"
25. "Suga Mama"
26. "Upgrade U" (Featuring Jay-Z)
27. "'03 Bonnie & Clyde (Beyoncé's Prince Mix)"
28. "Check On It (Special Tour Ver.)"
29. "Déjà Vu"
30. "Get Me Bodied (Extended Mix)"
31. "Welcome to Hollywood"
32. "Deena/Dreamgirls"
33. "Listen"
34. "Irreplaceable"
35. Beyoncé's B'Day Surprise
36. Credits